# Emily Burling Waite
Emily Burling Waite (1887–1980) foi uma gravurista e pintora americana.

## Infância e educação
Nascida em Worcester, Massachusetts, estudou primeiro na Worcester Art Museum School e depois na Art Students League, em Nova York. Depois disso, estudou por dois anos na Escola de Belas Artes do Museu de Boston.

## Colecções
O seu trabalho está incluído nas colecções do Museu Smithsoniano de Arte Americana e do Metropolitan Museum of Art.